# ژو جیه
ژو جیه (انگلیسی: Zhu Jie؛ زادهٔ ۳۰ ژانویهٔ ۱۹۷۸) بازیکن هندبال اهل چین بود. وی در بازی‌های المپیک تابستانی ۲۰۰۸ شرکت کرده‌است.